# ГЕС Фіерза
ГЕС Фіерза — гідроелектростанція в Албанії на річці Дрин, станом на 2017 рік друга за потужністю ГЕС у країні.
З Фіерза починається албанський каскад на Дрині, нижче від неї розташоване водосховище ГЕС Коман. Спорудження греблі велось з 1971 по 1978 рік, ще кілька років зайняло заповнення водосховища та монтаж гідроагрегатів, отож повністю станцію ввели в експлуатацію у 1980-му. Дрин перегороджено кам'яно-накидною греблею із максимальною висотою 167 метрів, що забезпечує напір 118 метрів. Створене греблею штучне озеро, витягнуте у гірській ущелині, має площу поверхні 7,2 км2 та об'єм 2700 м3.
Машинний зал міститься в пригреблевій будівлі та обладнаний чотирма гідроагрегатами з турбінами типу Френсіс потужністю по 125 МВт. Враховуючи, що в період спорудження албанська комуністична диктатура перебувала в конфлікті з СРСР і товаришувала з Китаєм, на станції встановлено багато обладнання китайського виробництва, зокрема генератори Dongfang.